# Гвозно
Гвозно је ненасељено мјесто у Општини Калиновик, Република Српска, БиХ.

## Становништво
Насеље је пусто.
| Демографија | Демографија | Демографија |
| Година      | Становника  | Становника  |
| ----------- | ----------- | ----------- |
| 1961.       | 45          |             |
| 1971.       | 32          |             |
| 1981.       | 2           |             |
| 1991.       | 0           |             |